# 戰機少女系列角色列表
海王星系列角色列表介绍海王星系列游戏及其衍生作品中的登场角色。多数人物基于电子游戏机，游戏发行商和游戏开发商。

## 主要人物

### 守護女神
妮普禔努／紫靈心（Neptune／Purple Heart，配音：田中理惠）
普剌尼禔努（Planeptune）的守護女神，本作的主角。身高为146cm，体重为38kg，戴着十字按鈕形狀的髮飾，討厭茄子，超喜歡布丁，作品中屈指可數的氣氛製造者(破壞者）。
是個經常偷懶的女神，但性格相當樂觀天真，所以懶的一面也受到別人接受。
變身後身高为164cm，体重为48kg，有著成熟的感覺和冷酷的美貌。武器為一把大太刀型電磁刃，必殺技為十字組合劍、雙刃閃、烈焰崩襲和勝利斬，是位攻守兼備的全能型女神。
有時會突破第四道牆。
諾娃／黑靈心（Noire／Black Heart，配音：今井麻美）
拉士帖森（Lastation）的守護女神，身高为158cm，体重为43kg。喜歡Cosplay，是個典型的努力型女神。
每天都在執行女神的工作讓國家成長，因為個性認真和不擅交際，所以對於別人的關懷與好意也顯得相當不坦率，是個傲嬌的女神。
經常被妮普禔努捉弄
變身後身高为160cm，体重为45kg。变身后会變得相當魯莽好戰，常常想先發制人卻會令事情複雜化，還會笑得跟個反派一樣，武器為一把帶片翼的中型電磁刃，必殺技為萊西之舞和三色秩序。
貝兒／綠靈心（Vert／Green Heart，配音：佐藤利奈）
琳柏克斯（Leanbox）的守護女神，身高为163cm，体重为48kg，在眾女神中最有大人容貌。
行事相當我行我素，是個重度遊戲發燒友。
在本作是唯一一個沒有妹妹的女神，對妹妹有極強的欲望
雖然本人並非這樣，但對自己的胸部感到驕傲的樣子，直至看見黃昏之心的胸部才對自己胸部的自滿稍有收息。
變身後身高为167cm，体重为49kg。变身后衣着和发色等部分有不少變化，但其包容力和「胸部」沒有變化，武器為一把長戟，必殺技為拉特納普納驟雨和怒旋·大吉嶺。
會以「從安全的地方刺下」的守則攻擊的女神。
布蘭／白靈心（Blanc／White Heart，配音：阿澄佳奈）
路威（Lowee）的守護女神，三姐妹中的大姐，身高为144cm，体重为36kg，雖然外表是四女神中最年幼卻是女神資歷最長。
平常沉默寡言，但有時也會顯示她衝動的一面，尢其是提及她的貧乳或稱她為幼女時。
變身後身高为163cm，体重为48kg，是四个守护女神中变身后身材变化最小的。变身后会顯露出平時不常出現的粗暴，小小的身軀卻有巨大的力量，同樣的提到她的貧乳是禁語，而且更加暴力，武器為一把大型的電磁斧，必殺技為欺詐舞姫、破壞粉碎擊和鈣特大雪崩。
喜歡閲讀，平時會寫輕小説。

### 女神候補生
妮普吉雅／紫妹妹（Nepgear／Purple Sister，配音：堀江由衣）
身高为154cm、体重为40kg。妮普禔努的妹妹，美麗、善良。有點不像妹妹的感覺，是紫曜之都的女神候補生。
喜歡機械和電子
擅長改裝電子設備，而且是個很强的駭客
變身后身高为155cm、体重为41kg，外表沒什麼改變，武器為一把光束劍，必殺技為幻象之舞。
優尼／黑妹妹（Uni／Black Sister，配音：喜多村英梨）
身高为149cm、体重为39kg。诺瓦露的妹妹，聰明、可愛。是黑土邊域的女神候補生。
喜歡槍械
變身后身高为148cm、体重为38kg，外表變為白色雙捲馬尾的15歲女孩，武器為一把電磁狙擊砲，必殺技為X字多重光砲。
蘿姆／白妹妹（Rom／White Sister Rom，配音：小倉唯）
身高为132cm、体重为28kg。布蘭的妹妹，三姐妹中的二姐。性格害羞內向。是白露之濱的女神候補生。
變身后身高为137cm、体重为29kg，外表變為大約13歲的藍髮女孩，武器為一把白色的大型觸控筆，必殺技為冰棺術和冰晶聖域。
蘭姆／白妹妹（Ram／White Sister Ram，配音：石原夏織）
身高为132cm、体重为27kg。布蘭的妹妹，三姐妹中的小妹。性格開朗外向。是白露之濱的女神候補生。
變身后身高为137cm、体重为29kg，外表變為大約13歲的粉髮女孩，武器為一把白色的大型觸控筆，必殺技為冰棺術和冰晶聖域。
喜歡在布蘭的書上畫畫

### 其他女神
普露露特／深紫靈心（Plutia／Iris Heart，配音：花澤香菜）
於神次元V和動畫第6話登場，是神次元（G.C.1989）的遊戲業界中紫耀之都的女神。
說話總是慢吞吞的天然系女孩，很溫柔，總是替朋友著想，最喜歡做朋友的玩偶。
有時候會用玩偶發泄。
不喜歡別人說謊欺騙的行為。
變身後變成虐待狂的性格，變化程度比涅普缇努還大，因此被大家勸說盡量不要變身，武器為電磁蛇腹劍和虐待狂特有的鞭子，同時也是個極度殘暴且異常腹黑的笑面虎，必殺技為嗜戰毒蛇。
涅普缇努稱呼她為「普露露」（ぷるるん），普露露特則稱呼涅普缇努為「涅普酱」，也稱呼涅普姬雅為「姬雅酱」。
畢雪／黃靈心（Pish／Yellow Heart，配音：悠木碧）
於神次元V和動畫第5話登場，突然出現在涅普缇努她們面前的小女孩。
其實是和普露露特來自神次元（G.C.1989）世界的女孩，在另一個次元跟IF和康帕認識。
常叫錯涅普缇努的名字，且經常與她吵架。
平常總是無邪氣、天真浪漫，但有時還是會看人臉色。
另外，原本是在遊玩時使出的「小碧拳」似乎意外的有威力。
變身後擁有凌駕貝露之上的巨乳，只是空手打擊地面就足夠令地面開出一個大洞。武器為鋼爪。
於第8話被完全洗腦後，第9話成為在R18島建立的新國家---伊汀（Eden）的女神，且連四位女神都不記得，完全失憶。
在能源吸收裝置的支援下，擁有凌駕於其他五位女神的力量。
涅普缇努稱她為「碧子」。
在第10話以喪失記憶的樣子和普露露特一起回到原本的次元，但在回到原本次元的傳送門關閉的前幾秒似乎因為涅普缇努給的布丁想起了事情。
天王星渦芽／橘靈心（Tennouboshi Uzume／Orange Heart，配音：本多真梨子）
於新次元遊戲 戰機少女VII登場，是零次元世界中最後的守護女神。
涅普缇努和涅普姬雅在誤入零次元後所遇見的一名孤獨著與怪物戰鬥的少女。
長期與正在引導零次元走向終結的黑暗女神戰鬥，保護著零次元世界中唯一剩下的住民。
她平常的言行酷似男性，說話聲音大大咧咧，被人誇“很酷”都會很開心，以“俺”（おれ）自稱，性格溫柔、重情重義，有著不輸於男性的勇猛和氣勢。
喜歡妄想，並且有讓妄想實現的特殊能力（本人並不知情），據說妄想時的性格才是原本的她。
能力不能刻意發動，而且必須要真誠的妄想才行。妄想時會變成語氣和姿態超軟的軟妹，也改用（うずめ）渦芽自稱。
變身後妄想的個性會完全展現出來，同時平常的酷似男性的言行会完全消失，變成和妄想時一樣語氣和姿態，也用（うずめ）渦芽自稱。
嚴重缺乏緊張感，甚至會把可怕的怪物以「狗狗」（わんわん）來稱呼。
武器為擴音器。能用妄想的能力創造名為信仰力場的空間以便於對付黑暗女神。
庫洛姆／鉻銀靈心（Chrome／Chrome Heart，配音：高橋智秋）
瑪潔空奴以前的初代女神。
真帆／灰妹妹（Maho／Grey Sister，配音：鈴代紗弓）
於超次元游汐 戰機少女 Sisters vs Sisters登場，是霹希大陸的女神候補生。

## 其他角色

### 各界居民
愛耶芙（IF，配音：植田佳奈）
紫耀之都所屬的秘密情報員，是伊丝特娲儿的直屬部下。
主要尋找有關秘密情報，與康帕是青梅竹馬的好友，都非常喜歡（遊戲第二作設定）。
真面目是相當有責任感和很堅強的少女，但手提電話不見或壞了就會智商退化。
妄想技能與相當擁有重度中二病自小就養成。
是本作品的發行廠商Idea Factory的擬人化。
孔帕（Compa，配音：酒井香奈子）
紫耀之都的新人護士，有著看到受傷或是困擾的人就不能置之不理的溫柔性格。
燦爛的微笑可以帶給病患希望，與爱耶芙、涅普缇努她們是好朋友。
是本作品的製作廠商Compile Heart的擬人化。
5pb.（配音：nao）
遊戲業界的人氣偶像歌手。主要在綠蔭箱庭活動。
對不認識的人非常怕生，平時演唱會的時候卻異常的活潑
使用吉他為武器。
是遊戲公司5pb.的擬人化。
曾經用牙彈吉他（痛
RED（配音：伊藤加奈惠）
在世界各地探險的少女旅行者。有著比涅普迪努活潑開朗的男人婆個性。
有在世界各地徵老婆的習慣
使用手持玩具為武器。
是遊戲公司Red Entertainment的擬人化。

#### PS3版限定人物
日本一（Nisa，配音：水橋香織）
在初代无印和MK2登场。
自稱為正義的少女。以守護世界的理由而活動，很關心自己發育不良的問題，沒胸部（AAA Cup）。
使用短匕首為武器。
是遊戲公司日本一软件的擬人化。
GUST（配音：桑谷夏子）
是日本公司GUST的擬人化。

#### 《重生》系列限定人物
Falcom（配音：神田朱未）
是日本公司Falcom的擬人化。
在少女ver.登場。
MAGES.（配音：古川香織）
是日本公司MAGES.的擬人化。
人物性格與命運石之門的男主角岡部倫太郎極為相似，同樣是Dr Pepper的愛好者,在各個次元尋找Dr Pepper
在重生3的某支綫劇情開始稱諾娃為“助手”
強調他人稱呼自己名稱時最後必須加上一點(即MAGES.而不是MAGES)。
同樣是個中二病
是5pb.的親戚，經常幫5pb.改裝吉他甚至是舞臺
CyberConnect2（配音：淺野真澄）
是日本公司CyberConnect2的擬人化。
非常重視朋友
某次因爲諾瓦露被打傷而暴怒
Broccoli（配音：澤城美雪）
是日本公司Broccoli的擬人化，以Di Gi Charat里的角色“布子”为原型。經常被涅普迪努以“布子”稱呼，但她宁愿别人称自己为Broccoli。
与布子一样以“喵”做語尾
平時會坐著稱爲“Gamma”的不明生物
Marvelous AQL（配音：原田瞳）
是日本公司Marvelous AQL的擬人化。
在遊戲裏為忍者的設定
有能跟貝兒一拼的胸部
鐵拳（配音：小松未可子）
是遊戲系列鐵拳的擬人化。
因爲不斷的修行練成了抖M的體質
擁有一個熊夥伴
CAVE（配音：高橋真由子）
隸屬於治安維持組織
琳柏克斯特命課的射擊手，與本國的千香.5pb.關係親密，但其人卻很介意自己不適合可愛的服裝，裝飾這件事

### 游戏记者
电击子（Dengekiko，配音：広桥凉）
在超次元动作 海王星U和激次元组合 海王星VS僵尸军团登场。
在新次元有客串登場
Fami通（Famitsu，配音：原由实）
在超次元动作 海王星U和激次元组合 海王星VS僵尸军团登场。
在新次元有客串登場

### 教祖
伊絲特媧兒（Histoire，配音：金井美香）
記錄著女神工作的人工生命體，負責輔佐女神，擁有許多知識，找起資料卻相當費力，是紫耀之都(Planeptune)的教祖。被涅普缇努一行人稱為「伊絲」。
身高最大时有3亿像素（117cm），体重为四个钥匙碎片的重量。
有做什麽都要3分鐘/小時/日/月/年的缺點。
頭頂的帽子跟渦芽變身後的頭部裝備一樣。

## 敵人
瑪潔空奴（Magiquone，配音：高橋智秋）
想取代四女神，計畫著征服遊戲業界，是傳統型的壞人。在mk2裡是犯罪神玛洁空奴组织的精神領袖，被稱為犯罪神的存在。
為了完成自己的目的不停的鍛鍊，最終有壓倒性的戰鬥力。能用魔法變成任何人的樣子，並能使用四位女神的招式。名字總是被涅普缇努叫錯。
計劃利用涅普缇努討厭茄子的弱點，綁架爱耶芙，並引誘涅普缇努和涅普姬雅到茄子田。但一同前往的普露露特變身成彩虹之心，因而被绀紫之心、虹之心以及紺紫妹妹聯手打敗。及後因買下大片茄子田花光積蓄，放棄征服遊戲業界後改做農民。
在琪瑟乔·蕾伊攻擊紫耀之都時救了所有女神與女神候补生一命，並用黑水晶把塔里的信仰水晶破壞後離去。
神次元（G.C.1989）世界為七賢人之一。
曾經與四勇者一起討伐前代女神
其實是四女神母親一般的存在，跟Histoire相識（重生1設定）。
真身其實很漂亮
被破解鼠以‘大嬸’稱呼
破解鼠（Warecyu，配音：西萩五十鈴）
老鼠型怪物，老鼠界受歡迎的吉祥物第三名（自己說的）。句尾會加上「啾」。
在小巷裡出生成長，只要是壞人基本上都認識。
被瑪潔空奴雇用。非常毒舌，經常打斷瑪潔空奴的話。喜歡空帕。
最後瑪潔空奴再次失敗，跟著瑪潔空奴一起在農地裡當農民（雇用）。
在漫畫版、動畫版與mk2、V、VII、4GO中登場。
神次元（G.C.1989）世界為七賢人之一。
在任何遊戲世界裡都喜歡空帕。
在新次元被chuko暗戀
圈套硬體（Trick，配音：上田燿司）
在mk2裡是燒錄卡組織四天王之一。是一位紳士。
非常喜好幼女，是一個蘿莉控，對巨乳沒興趣，曾因為一句「老了會下垂。」讓貝兒生氣出手。
會為了保護幼女不惜一切讓自己受傷，自稱是紳士的正義。
琳達（Linda，配音：皆川純子）
出生於小巷的不良少女，孤兒，由於必須在惡劣的環境下生存下去，所以從小就壞事做盡。
曾經幫助過圈套硬體綁架蘿姆和拉姆，之後又在R18島做工，在偶然之下遇見普露露，被她壓逼下說出擺放著供應澄黄之心的信仰之力的水晶的地方。
阿诺尼迪斯（Anonydeath，配音：藤原祐規）
頭腦很好的駭客，入侵網路並且在諾瓦兒辦公室內加裝攝影機，宣稱都是在幫忙「客戶」做事。
内心是個花季少女
諾娃的超級粉絲。
被女神們稱為人妖。
神次元（G.C.1989）世界為七賢人之一。
是Histoire的熟人
琪瑟乔・蕾伊（Kiseijou Rei，配音：小林優）
紫耀之都的市民運動家，提倡不需要女神的世界，經常在紫耀之都街頭發傳單。性格有點膽小且弱氣，但想像力非常豐富，能輕易地把一份戰書朗讀成一本文學小說。
神次元（G.C.1989）世界為七賢人之首。真正身份為遠古時代國家塔利（Tari）的女神，但因其當時只有她一個女神而驕傲起來並實施暴政，最終因信仰之力快將歸零而破壞了整個國家，事隔幾千年後再度覺醒，並隨即肆意破壞紫曜之都的建築，但還是被眾位女神聯手擊敗，卻打算利用最後的能量把所有女神與妹妹們全部炸死，並且再度把世界重新炸成碎片，最後被瑪潔空奴和破解鼠用黑水晶把信仰水晶給破壞後倒地身亡。
變身後變得很喜歡虐待別人，必殺技為彈劾電磁砲和脈衝地獄。
阿布奈絲（Abness，配音：庄子裕衣）
在动画版中主播著關於保護蘿莉的直播節目的主持人，自稱是蘿莉的同伴。
經常妨礙女神們的工作，稱女神們為幼女女神。
神次元（G.C.1989）世界為七賢人之一。
有能把所有門撞開的技能

## 腳註

### 來源
1. ↑  . David Production Inc.  [2014年7月29日]. （原始内容存档于2019年2月27日） （日语）.
2. ↑  . David Production Inc.  [2014年7月29日]. （原始内容存档于2019年2月27日） （日语）.